# Війтівщина
Війтíвщина — село в Україні, у Яворівському районі Львівської області. Населення становить 10 осіб. Орган місцевого самоврядування — Яворівська міська рада.

## Назва
За роки радянської влади село в документах називали «Вітивщина». 1989 р. селу надали сучасну назву.[недоступне посилання]

## Історія
До ІІ світової війни Війтівщина входила до складу маєтку Потелич. Тепер це окреме село на території Яворівського району.